# Pokrowsk (gmina)
Pokrowsk (następnie Giby) – dawna gmina wiejska istniejąca na przełomie XIX i XX wieku w guberni suwalskiej. Nazwa gminy pochodzi od dawnej wsi Pokrowsk (dziś Karolin na pn.-wsch. od Pogorzelca), lecz siedzibą władz gminy były Giby.
Za Królestwa Polskiego gmina należała do powiatu sejneńskiego w guberni suwalskiej. Gmina liczyła 13.023 mórg obszaru i 5005 mieszkańców. W jej skład wchodziły miejscowości: Adamowe-Łączki, Aleksiejówka, Białogóry, Białorzeczka, Białowiersnie, Budwiecie, Budzewizna, Chrystyanowo, Ciemny-Las, Daniłowce, Demianówka, Dworzysko, Frącki, Giby, Głębocki-Bród, Głuszczyn al. Gremzdy Ruskie, Gremzdówka, Hańcza, Iwanówka, Jeziorki Małe, Jeziorki Wielkie, Kalety, Kiecie, Kielmin, Kiryłszczyzna, Kodzie, Konstantynówka, Krasne, Lasanka-Danilewo, Lasanka-Orzechowo, Lejmelewizna, Lipiny, Macharcie, Masłowiste, Morgi, Muły Nikolskie, Olszanka, Orzechowo, Podpogorzelec, Pogorzelec, Pokrowsk, Pomorzanka, Pomorze-Małe, Pomorze-Wielkie, Posiejanka, Poworotnie, Przykalety, Rygol, Rynkowce, Siemietki, Sierski-Las, Sosnówka, Stanowisko, Strzelcowizna, Studzianka, Studzianny-Las, Świerguszki, Tartaczysko, Tartak, Tobołowo wieś i folwark, Wielki-Bórk, Wierchowina, Wierśnie, Wierśnianka, Wilkokuk, Wysoki-Most i Zelwa. Cały obszar gminy wszedł w skład II Rzeczypospolitej, natomiast po 1945 południowo-wschodni skrawek gminy (już pod nazwą Giby) z Kodziem, Kaletami i Rynkowcami wszedł w skład ZSRR – obecnie na Litwie (Kodzie) i Białorusi (Kalety i Rynkowce).
Gmina istnieje jeszcze w 1889 roku i 1913 roku lecz według skorowidza miejscowości z 1921 roku jednostka figuruje już pod nazwą gmina Giby (część obszaru dawnej gminy Pokrowsk weszła także w skład gminy Krasnopol, m.in. sam Pokrowsk).